# Boeing 737 AEW&C
El Boeing 737 AEW&C es un avión de alerta temprana y control aerotransportado (AEW&C) basando en el Boeing 737. Tiene alrededor de la mitad de peso y la mitad de motores que el E-3 Sentry basado en el Boeing 707. Monta una antena fija de radar de barrido electrónico, en lugar de una giratoria como la del E-3. Fue diseñado para la Real Fuerza Aérea Australiana (RAAF) bajo el "Proyecto Wedgetail" y designado E-7A Wedgetail. El 737 AEW&C también ha sido seleccionado por la Fuerza Aérea de Turquía (bajo el Proyecto "Peace Eagle", en turco: Barış Kartali), por la Fuerza Aérea de la República de Corea (Proyecto "Peace Eye") y por la Real Fuerza Aérea británica, también ha sido propuesto a Italia y a los Emiratos Árabes Unidos.

## Diseño y desarrollo

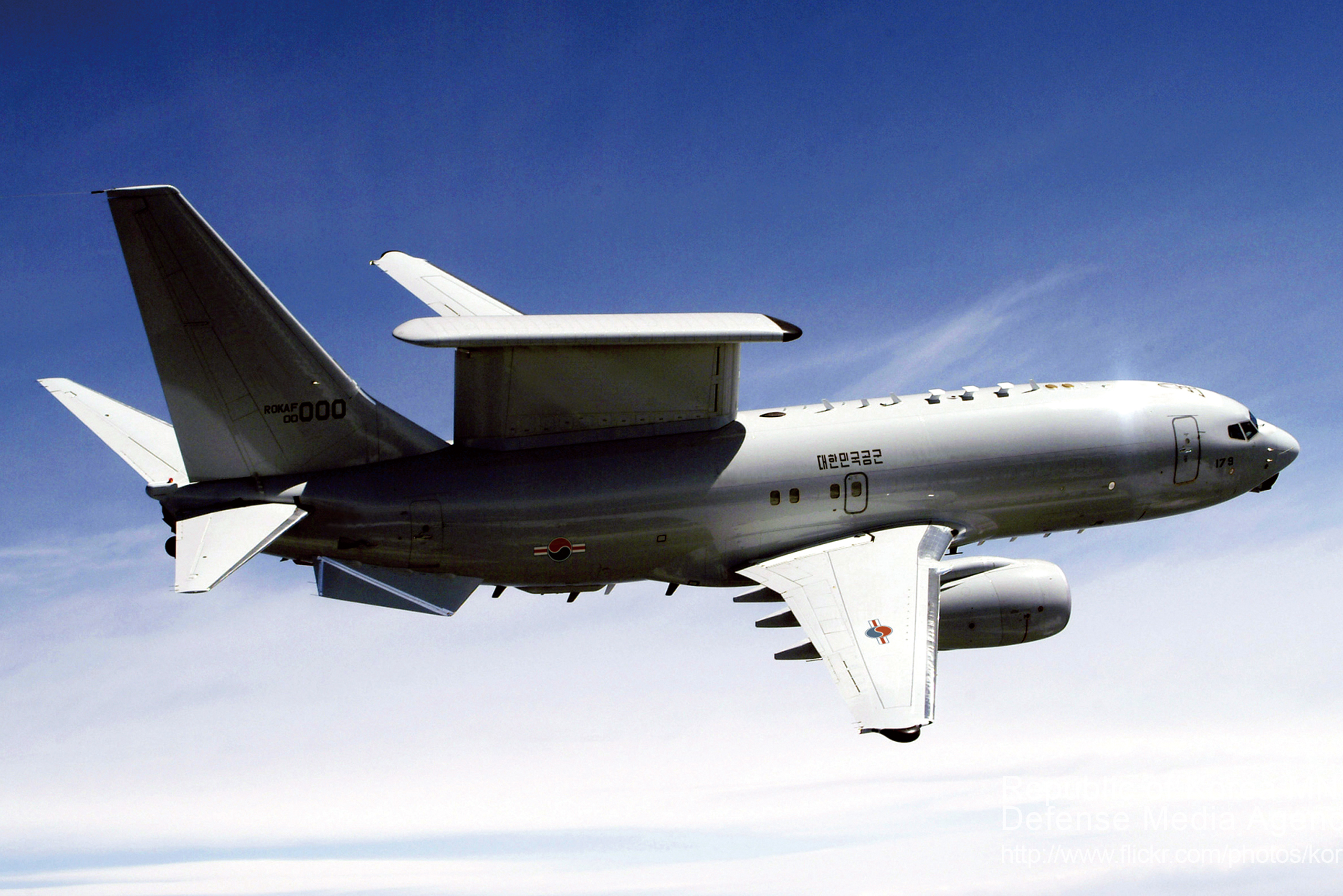
Un-737 AEW&C en un ángulo perfecto para observar sus detalles

Transporta un Radar Plano AESA sobre el fuselaje central, que mejora el rastreo de la presencia de objetivos enemigos, enviando múltiples señales de radar a los costados de la aeronave, y puede detectar varios objetivos enemigos al mismo tiempo, desde aviones de transporte, aviones de combate, barcos de transporte, barcos de pesca, barcos militares y hasta el lanzamiento de misiles.
Es ideal para las misiones de patrulla marítima, control de contrabando de drogas y armas, navegación y pesca ilegal, para los países que tienen grandes extensiones de mar territorial que deben defender y territorios de ultramar más allá del horizonte.
Al estar equipado con dos motores de turbina, se reduce su coste de mantenimiento por hora de vuelo y consumo de combustible, y es un avión de alerta temprana más económico de utilizar por los países que necesitan modernizar su Fuerza Aérea y mejorar las misiones de patrulla marítima sobre su mar territorial. 

## Operadores
Australia

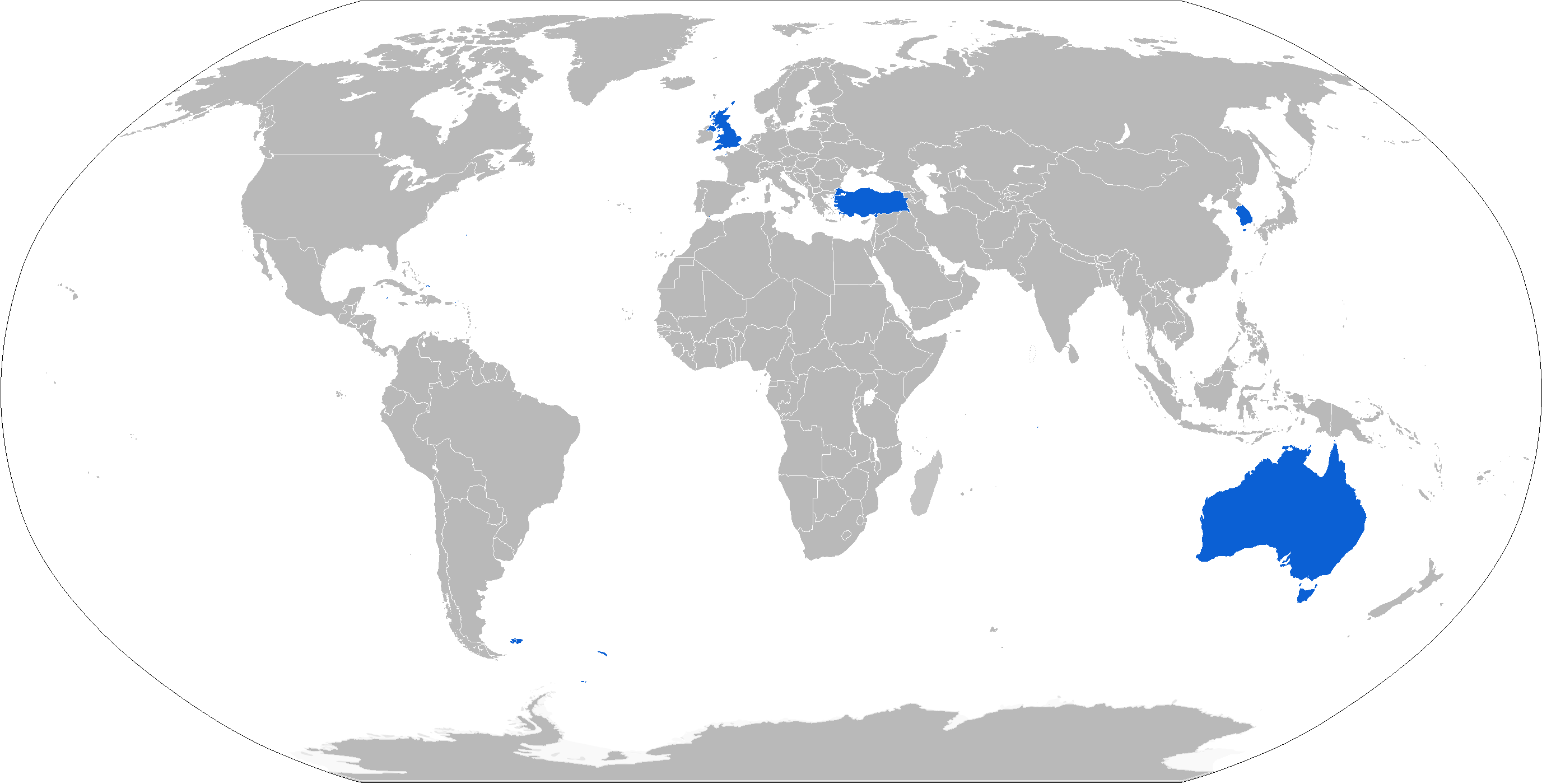
Mapa con los operadores del E-7A en azul.

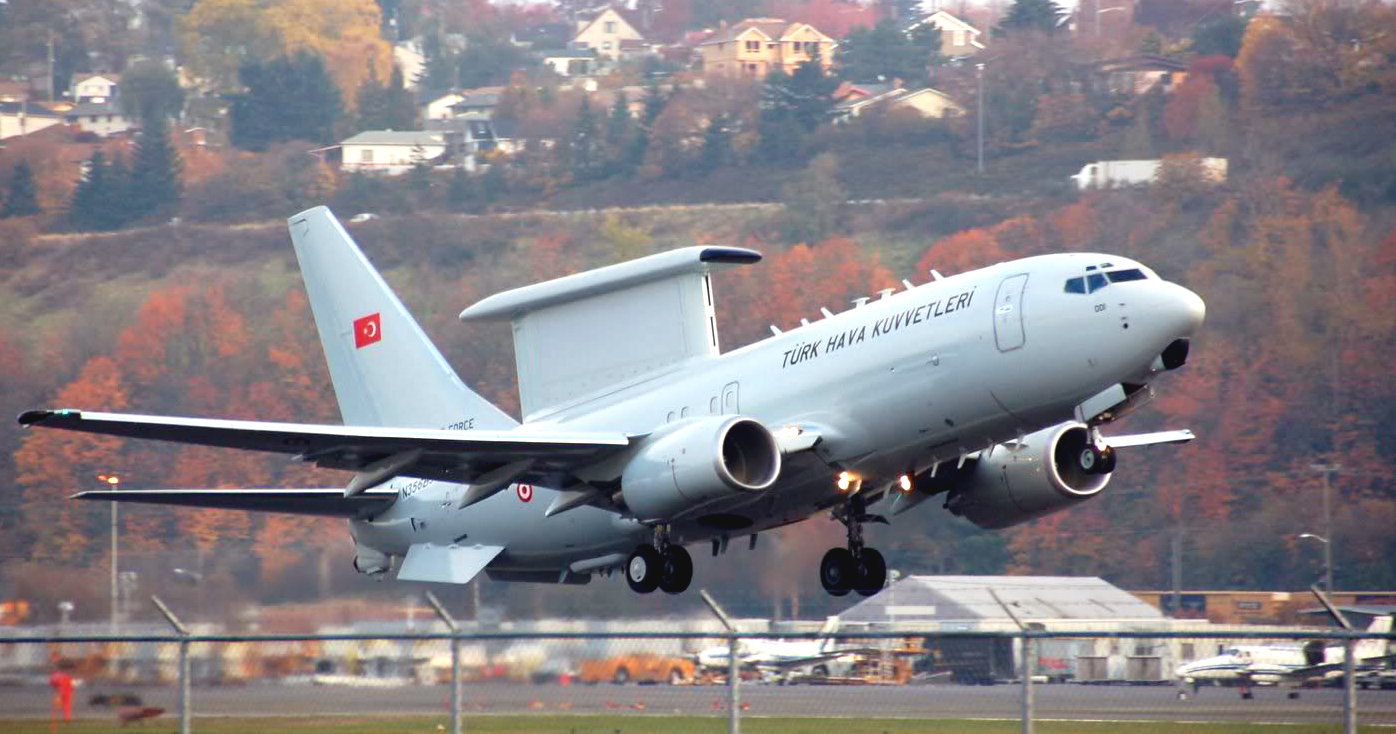
Boeing 737 AEW&C de la Fuerza Aérea Turca.

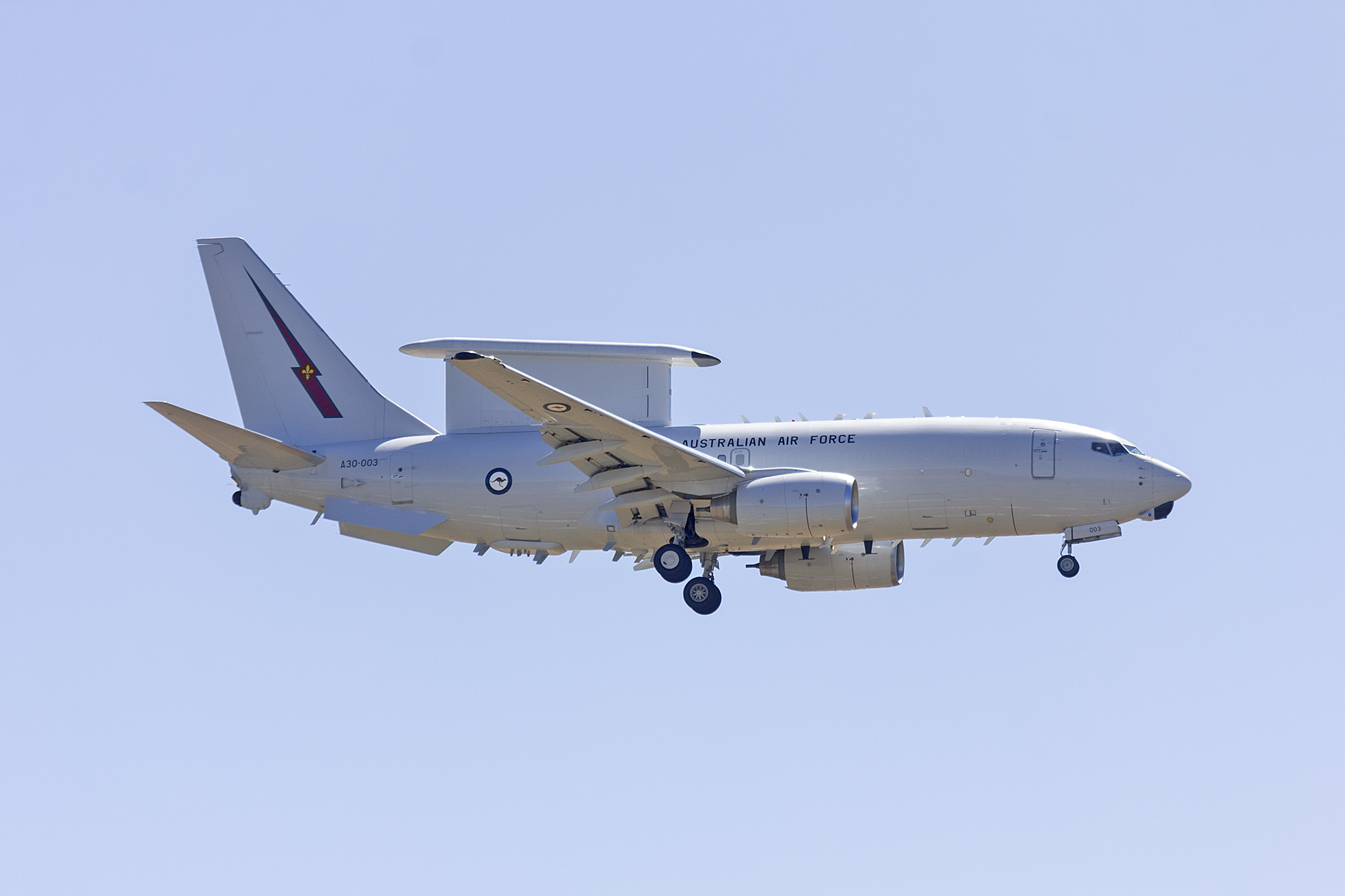
Boeing 737 AEW&C de la Real Fuerza Aérea Australiana.

- Real Fuerza Aérea Australiana: 6 operativos[2]

 Corea del Sur
- Fuerza Aérea de la República de Corea: 4 operativos[2]

 Reino Unido
- Real Fuerza Aérea británica: 3 pedidos[2]

 Turquía
- Fuerza Aérea Turca: 4 operativos[3]

## Especificaciones
Referencia datos: Boeing

### Características generales
- Tripulación: 8-12 (2 tripulantes de vuelo + 6-10 tripulantes de misión)
- Carga: 19 830 kg
- Longitud: 33,6 m (110,2 ft)
- Envergadura: 35,8 m (117,5 ft)
- Altura: 12,5 m (41 ft)
- Superficie alar: 91 m² (979,5 ft²)
- Perfil alar: B737D
- Peso vacío: 46 606 kg (102 719,6 lb)
- Peso máximo al despegue: 77 564 kg (170 951,1 lb)
- Planta motriz: 2× turbofán CFM International CFM56-7B27A.
  - Empuje normal: 118 kN (12 032 kgf; 26 528 lbf) de empuje cada uno.

### Rendimiento
- Velocidad crucero (Vc): 853 km/h (530 MPH; 461 kt)
- Alcance: 6482 km (3500 nmi; 4028 mi)
- Techo de vuelo: 12 497 m (41 001 ft)

### Aviónica
- Radar AESA Northrop Grumman MESA (Multirrol de barrido electrónico activo) con 360 grados, modos aéreo y marítimo, alcance de +200 millas náuticas, para todo tipo de clima[5]

## Aeronaves relacionadas

### Desarrollos relacionados
- Boeing 737
- Boeing C-40 Clipper
- Boeing P-8 Poseidon

### Aeronaves similares
- Boeing E-767
- Boeing E-3 Sentry
- Gulfstream G550 CAEW